# Беттридж, Уолтер
Уолтер Беттридж (англ. Walter Bettridge; 26 октября 1886 года, Оукторп, Лестершир, Англия — 23 декабря 1931 года) — футболист, защитник, большую часть своей карьеры отыгравший в составе лондонского «Челси».

## Карьера
Беттридж начал карьеру футболиста в составе «Бертон Юнайтед». В 1909 году присоединился к «Челси». В составе «синих» отыграл 254 матча, становился финалистом Кубка Англии.
В 1922 году, в возрасте 36 лет, присоединился к футбольному клубу «Джиллингем», игравшему в третьем дивизионе, где провел один сезон и затем перешёл в «Питерборо энд Флеттон Юнайтед».
Умер 23 декабря 1931 года, в возрасте 45 лет.